# Warner Bros. Discovery Americas
Warner Bros. Discovery Americas (wł.Discovery Networks Latin America/U.S. Hispanic) – przedstawiciel Warner Bros. Discovery nadający na terenie Ameryki Środkowej, Południowej oraz na półwyspie Iberyjskim (wspólnie z kanałami z grupy Discovery). Nadaje także na terenie USA kanały Discovery Familia i Discovery en Español. Główne biuro znajduje się w Miami, a regionalne oddziały stacjonują w Meksyku, São Paulo i Buenos Aires. Nadaje w 33 krajach.

Logo Warner Bros. Discovery Americas

## Kanały

### Meksyk
- Discovery Channel (wersja lokalna)
- Discovery Kids (wersja lokalna)
- People+Arts (wersja lokalna)
- Discovery Science
- Discovery Civilization
- Discovery Turbo
- Discovery Home & Health
- Discovery Travel & Living

### Argentyna
- Discovery Channel (wersja lokalna)
- People+Arts (wersja lokalna)
- Science
- Civilization
- Turbo
- Home & Health
- Travel & Living

### Brazylia
- Channel (wersja lokalna)
- Animal Planet (wersja lokalna)
- Kids (wersja lokalna)
- People+Arts (wersja lokalna)
- Home & Health (wersja lokalna)
- Science
- Civilization
- Turbo
- Travel & Living

### Półwysep Iberyjski
- Channel (wersja lokalna)
- Animal Planet (wersja lokalna)
- People+Arts (wersja lokalna)
- Home & Health
- Science
- Civilization
- Turbo
- Travel & Living

Pozostałe kraje korzystają z kanałów w wersji na całą Amerykę Łacińską

### USA
W USA DN Latin America nadaje dwa kanały dla mniejszości latynoamerykańskiej w języku hiszpańskim
- Discovery en Español
- Discovery Familia